# Paul Lafrance
Paul Lafrance, né le 31 décembre 1932 à Sainte-Anne-de-la-Pocatière, est un chirurgien-dentiste et homme politique québécois. Il est député à l'Assemblée nationale du Québec de la circonscription de Rivière-du-Loup de 1970 à 1976, sous la bannière du Parti libéral du Québec.

## Biographie
Né le 31 décembre 1932 à Sainte-Anne-de-la-Pocatière, Paul Lafrance est le fils de Léon Lafrance, navigateur, et de Gracia Bélanger. Il étudie au Collège de Sainte-Anne-de-la-Pocatière et à l'Université de Montréal où il fait des études et devient chirurgien-dentiste en 1960.
Il exerce sa profession à Rivière-du-Loup jusqu'en juin 1992, en plus d’être membre de l'Association dentaire canadienne et de l'Association dentaire de la province de Québec. Il est également directeur de la Société d'analgésie de l'Est du Québec et secrétaire de la Société dentaire de la Rive Sud. Il exerce plusieurs fonctions de vice-président et président. Il est notamment vice-président de la Jeune Chambre, puis président de la Chambre de commerce de Rivière-du-Loup en 1967, président du Centre culturel de Rivière-du-Loup, ainsi que vice-président et directeur de la Société Saint-Jean-Baptiste de Sainte-Anne-de-la-Pocatière. Il est membre du Club Richelieu.
En politique, il est secrétaire de l'Association fédérale libérale de la circonscription de Témiscouata. En 1970, il est élu député libéral à l'Assemblée nationale du Québec dans Rivière-du-Loup et réélu en 1973. Il se représente en 1976, mais n'est pas élu.